# Consonne occlusive injective rétroflexe voisée
La consonne occlusive injective rétroflexe voisée est un son consonantique observé en sindhi, notamment en parkari, en saurashtra. Le symbole ᶑ est utilisé pour cette consonne dans l'alphabet phonétique international, cependant il n’est pas explicitement accepté.

## Caractéristiques
Voici les caractéristiques de la consonne occlusive injective alvéolaire :
- Son mode d'articulation est occlusif, ce qui signifie qu'elle est produite en obstruant l’air du chenal vocal.
- Son point d’articulation est rétroflexe, ce qui signifie qu'elle est articulée avec la pointe de la langue retournée contre le palais.
- Sa phonation est voisée, ce qui signifie que les cordes vocales vibrent lors de l’articulation.
- C'est une consonne orale, ce qui signifie que l'air ne s'échappe que par la bouche.
- C'est une consonne centrale, ce qui signifie qu’elle est produite en laissant l'air passer au-dessus du milieu de la langue, plutôt que par les côtés.
- Son mécanisme de courant d'air est ingressif glottal, ce qui signifie qu'elle est articulée grâce à un mouvement de l'air vers l'arrière produit par un abaissement de la glotte.

## Langues
Le français ne possède pas de [ᶑ].
Quelques langues utilisent la consonne occlusive injective rétroflexe voisée :
- le ngadha[1]
- le saurashtra dans [soᶑɖə] « voleur »[2] ;
- le sindhi dans [ᶑɪnu] « festival »[3] ;
- le parkari dans [sɑᶑ] « laisser »[4].